# مومچیلو ووکوتیچ
مومچیلو ووکوتیچ (انگلیسی: Momčilo Vukotić؛ ۲ ژوئن ۱۹۵۰ – ۳ دسامبر ۲۰۲۱) بازیکن فوتبال اهل یوگسلاوی بود.
از باشگاه‌هایی که در آن بازی کرده‌است می‌توان به باشگاه فوتبال بوردو و باشگاه فوتبال پارتیزان اشاره کرد.
وی همچنین در تیم ملی فوتبال یوگسلاوی بازی کرده‌است.